# Tabanus bubali
Tabanus bubali är en tvåvingeart som beskrevs av Carl Ludwig Doleschall 1856. Tabanus bubali ingår i släktet Tabanus och familjen bromsar. Inga underarter finns listade i Catalogue of Life.